# Böker

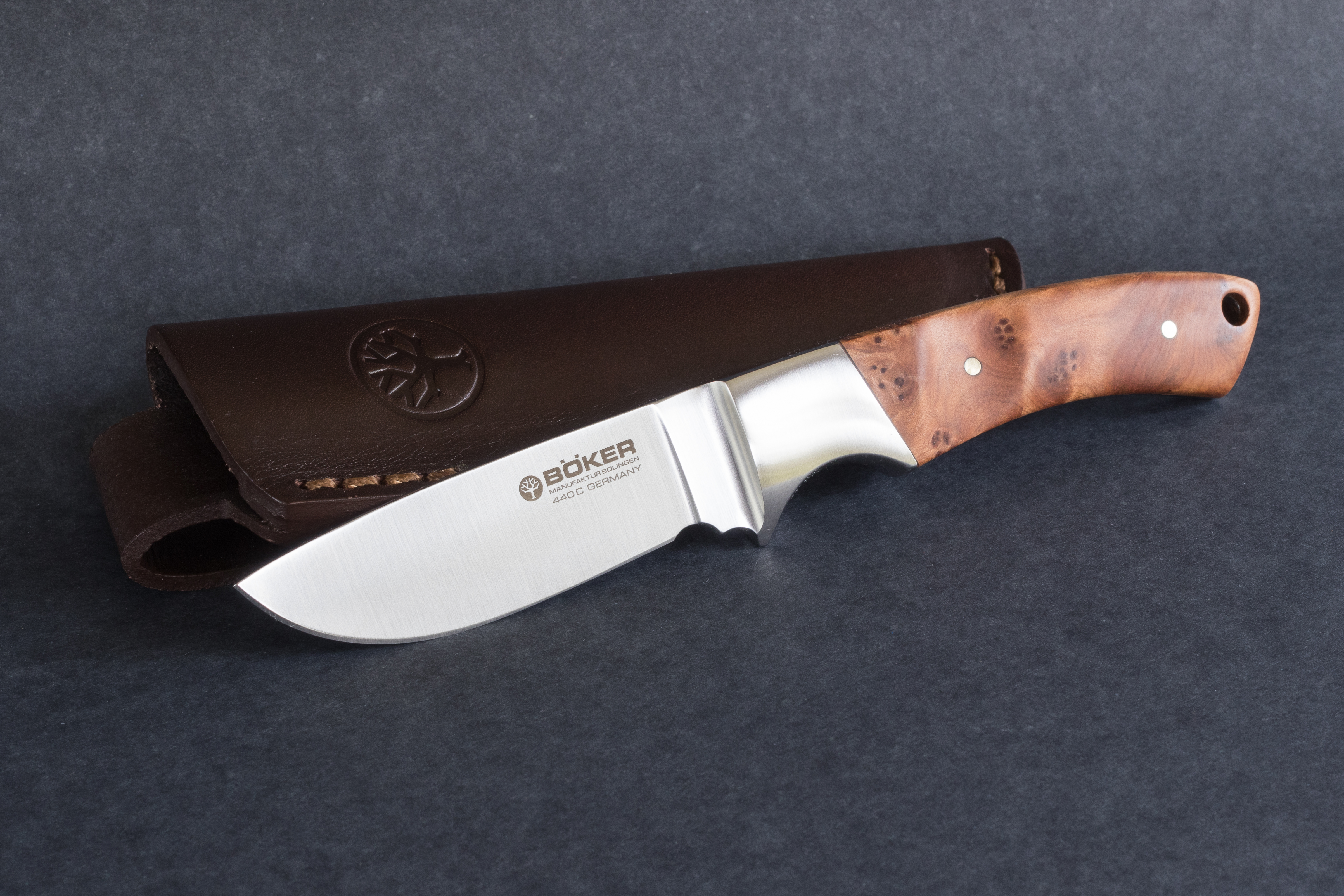
Lovecký nůž Böker

Heinr. Böker Baumwerk GmbH je německý výrobce nožů. Sídlí v Solingenu, v Severním Porýní-Vestfálsku. Kromě vlastní produkce v Solingenu a Buenos Aires, se nože Böker vyrábí i v Číně a na Tchaj-wanu. Kromě toho je tato firma také dovozce a distributor dalších mezinárodních značek, jako jsou například Spyderco a CRKT . Společnost působí prostřednictvím dceřiných společností nebo partnerů ve 30 zemích světa. Böker byl jedním z prvních výrobců keramických nožů.

## Historie
Společnost byla založena Heinrichem Bökerem a Hermannem Heuserem roku 1869. Rodina Bökerů však již od 17. století působila v sousedním městě Remscheid, kde vlastnila fabriku produkující ruční nástroje, ve které se od roku 1829 vyráběly šavle. Také ve Spojených státech, Kanadě, a Mexiku založili v 19. století členové rodiny Bökerů společnosti, zaměřující se na produkci a obchodování s příbory.
Na začátku 20. století odesílal Böker velkou část solingenské produkce své americké sesterské společnosti H. Boker & Co., se sídlem v New Yorku, aby se jejich zboží dalo snáze sehnat i na americkém trhu. Posílená H. Boker & Co. se kromě toho také zaměřila na vlastní produkci ve Spojených státech, pro uspokojení poptávky.
Během druhé světové války byly továrny v Solingenu zcela zničeny. Registrace ochranné známky Böker pro americký trh byla zkonfiskována.
Po válce byly německé továrny v Solingenu přestavěny. Na počátku 60. let 20. století se Boker USA, po opakovaných změnách majitele, dostal pod křídla výrobce nůžek Wiss & Sons. Wiss & Sons prodával na americkém trhu jak nože Böker ze solingenské produkce, tak nože z produkce vlastní. Na začátku 70. let byl Boker USA od tehdejšího majitele Wiss & Sons odkoupen firmou Cooper Industries. Roku 1983 ukončil Cooper Industries vlastní výrobu nožů a v roce 1986 předal americkou ochrannou známku zpátky do Heinr. Böker Baumwerk GmbH v Solingenu. Značka Böker se vrátila zpět do rukou původní solingenské společnosti. Pro prodej na americkém trhu založil Böker v témže roce dceřinou společnost Boker USA, Inc., která sídlí v Denveru.

## Produkty
Firma se zaměřuje na outdoorové, lovecké, sběratelské, sportovní nože a profesionální nože pro bezpečnostní složky. Sortiment ale zahrnuje také kuchařské nože a klasické holicí břitvy. Böker spolupracuje s mezinárodně známými nožíři, kteří obvykle vyrobí vzorový kus, na jehož základě se firma rozhodne, zdali zahájí jeho sériovou výrobu.

Produkty značky se dělí do čtyř kategorií:

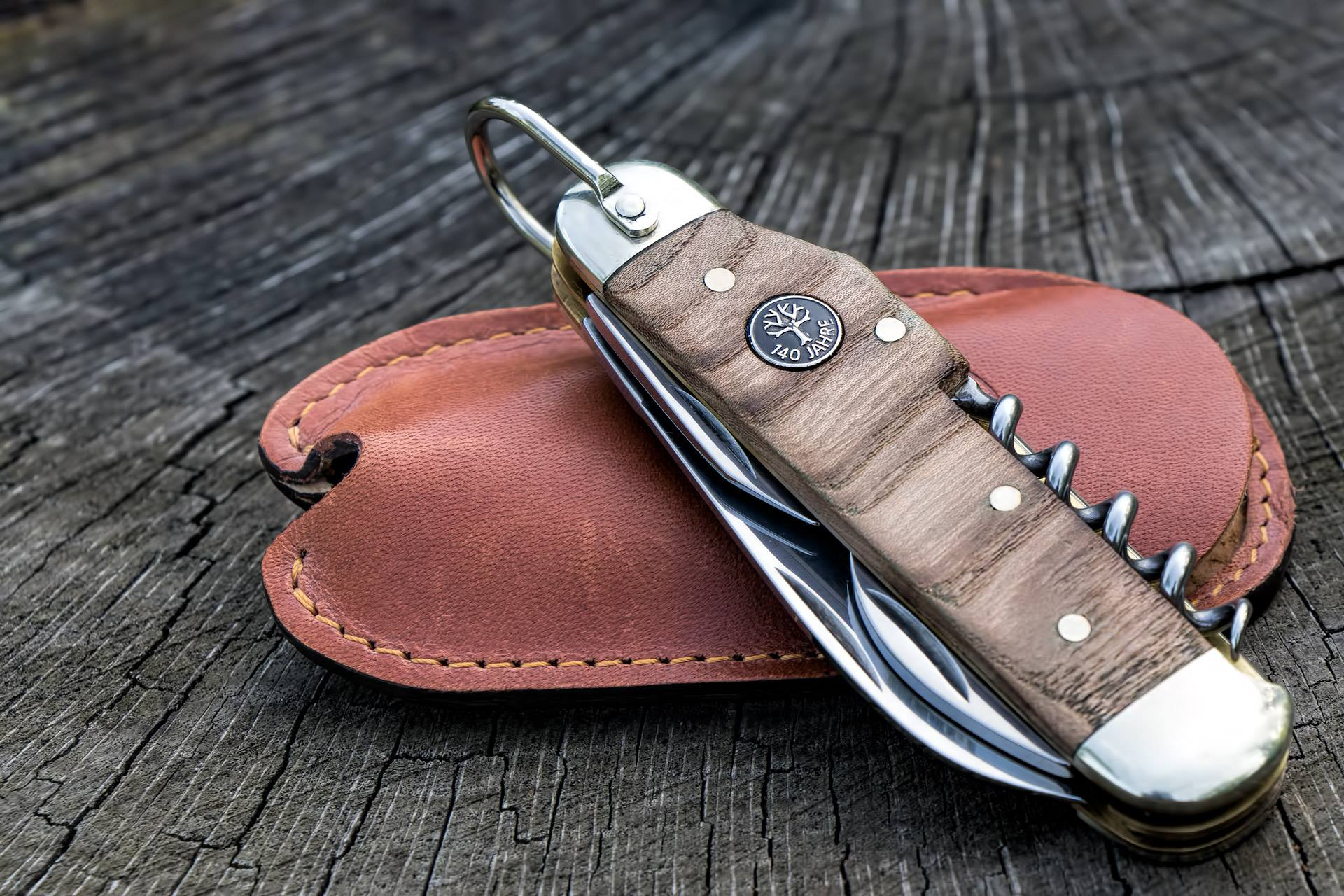
Kapesní nůž Böker

### Böker Manufaktur Solingen
Pod Böker Manufaktur Solingen nabízí Böker ručně vyráběné nože ze Solingenu. Jedná se zejména o sběratelské nože. Mezi nejznámější výrobky zde patří sběratelské nože s čepelí z damascénské oceli, z děla tanku Leopard nebo z pancéřových plátů bitevní lodě Tirpitz.

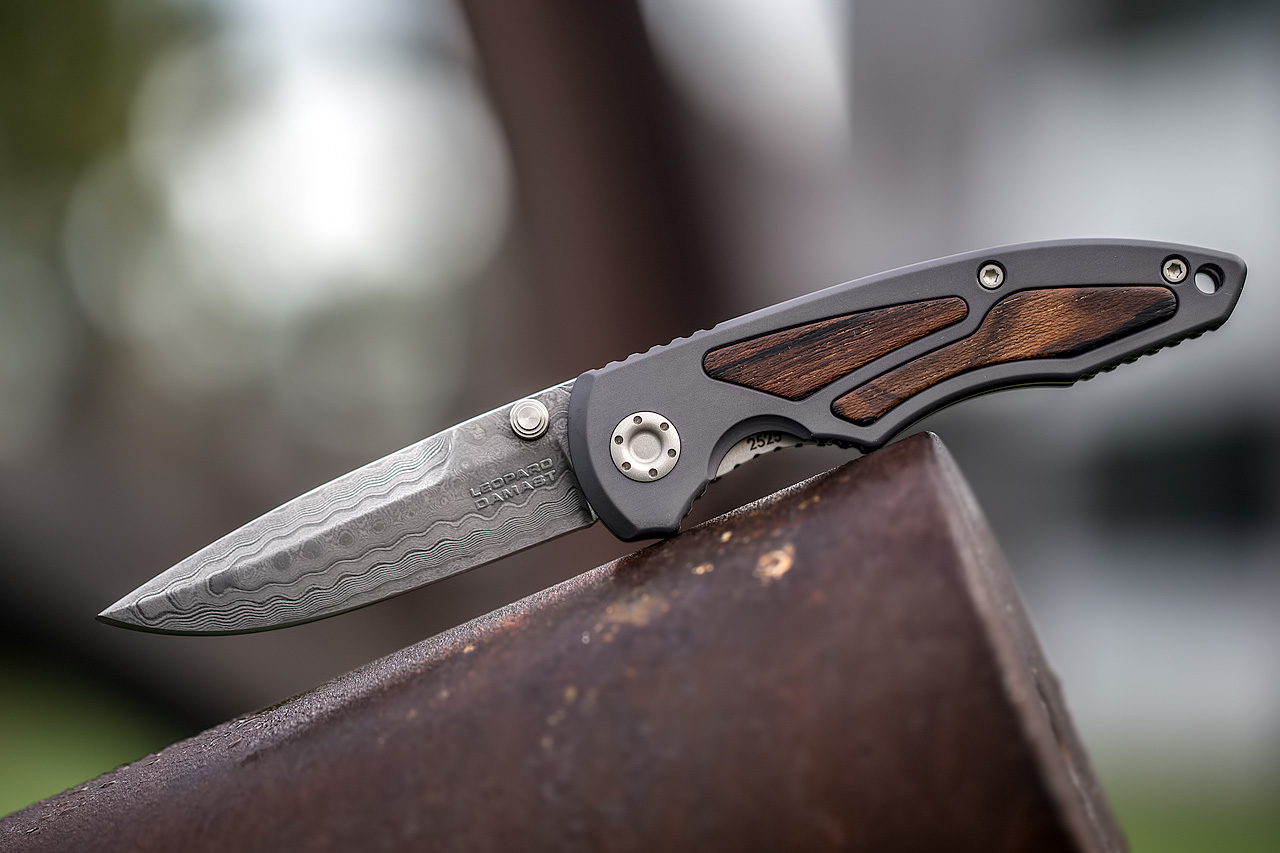
Nůž Böker s čepelí z damascénské oceli

### Böker Arbolito
Pod Böker Arbolito nabízí Böker ručně vyráběné nože z vlastní produkce v Buenos Aires.

### Böker Plus
Pod Böker Plus nabízí Böker nože, jejichž koncepce, design a konstrukce pochází ze Solingenu, ale vyrábí se v zahraničí. Nože Böker Plus jsou inovativní nože určené pro profesionální uživatele.

### Magnum by Böker
Pod Magnum by Böker jsou řazeny ty produkty, které byly vyrobeny v zahraničí, kde byl též navržen jejich design a konstrukce. Ze Solingenu tedy pochází pouze koncept daného nože.